# Форж-де-Лануе
Форж-де-Лануе (фр. Forges de Lanouée) — муніципалітет у Франції, у регіоні Бретань, департамент Морбіан. Форж-де-Лануе утворено 1 січня 2019 року шляхом злиття муніципалітетів Ле-Форж i Лануе. Адміністративним центром муніципалітету є Лануе. Населення — 2130 осіб (01.01.2021).